# برج الفطان
برج الفطان یک آسمان‌خراش با کاربری مسکونی-هتل، واقع در دبی، امارات، امارات متحده عربی می‌باشد. ساخت و ساز این ساختمان در سال ۲۰۰۴ شروع شد و در سال ۲۰۰۶ به پایان رسید. معمار این بنا گروه بین‌المللی نور است. مساحت زیربنای آن ۱۷۵٬۰۰۰ متر مربع (۱٬۸۸۰٬۰۰۰ فوت مربع)، تعداد طبقاتش ۵۱ می‌باشد.